# ایستگاه گریت نورذرن وی–امیلی کار
ایستگاه گریت نورثن وی-گرین کار (انگلیسی: Great Northern Way–Emily Carr station) یک ایستگاه زیرزمینی برنامه‌ریزی شده برای خط میلنیوم سیستم ترانزیت سریع مترو ونکوور اسکای‌ترین (ونکوور) است. این ایستگاه در تقاطع گریت نورثن وی و خیابان تورنتون در مجاورت دانشگاه هنر و طراحی امیلی کار در ونکوور، بریتیش کلمبیا، کانادا واقع خواهد شد. قرار است در سال ۲۰۲۵ افتتاح شود.